# Swiss Global Air Lines
Swiss Global Air Lines (до лютого 2015-го відома як Swiss European Air Lines), — колишня швейцарська авіакомпанія зі штаб-квартирою в місті Клотен, здійснювала регулярні та чартерні пасажирські перевезення на близькомагістральних маршрутах всередині країни і по аеропортах Європи. Належила національним авіакомпаніям Швейцарії і Німеччині — Swiss International Air Lines і Lufthansa відповідно, будучи афілійованим членом глобального авіаційного альянсу Star Alliance.
5 квітня 2018 року було оголошено, що швейцарські Global Air Lines будуть скасовані, а всі літаки та співробітники будуть передані до материнської компанії Swiss International Air Lines до 19 квітня. 
Портом приписки перевізника і його головним транзитним вузлом (хабом) є цюрихський аеропорт Клотен.

## Флот

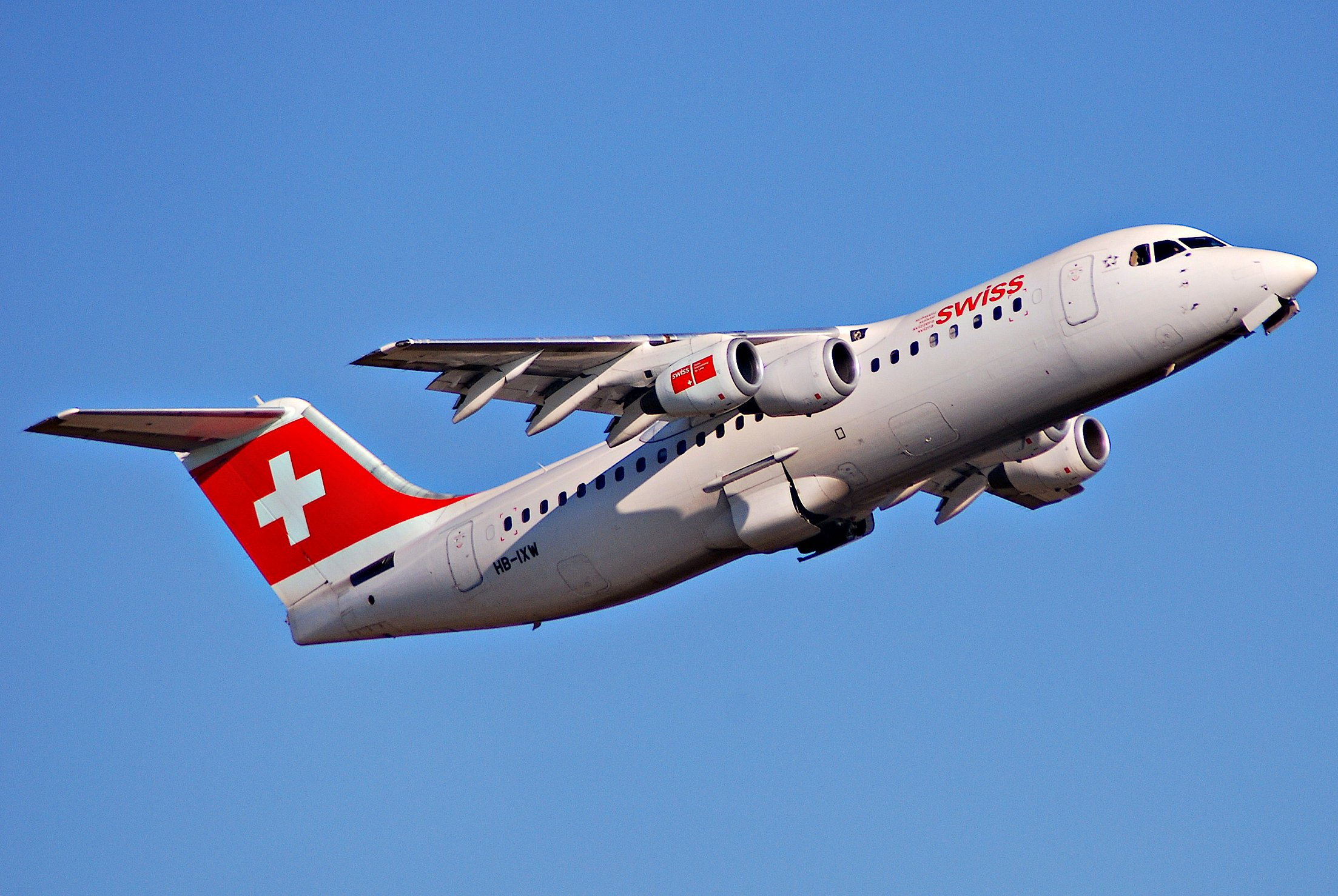
Avro RJ 100 авіакомпанії Swiss European Air Lines, липень 2007 року

У грудні 2013 року повітряний флот авіакомпанії Swiss European Air Lines становили такі літаки:
Станом на грудень 2013 року середній вік суден авіакомпанії становив 16 років.